# 21. San-marinesisches Kabinett
Das 21. Kabinett setzte sich aus Partito Democratico Cristiano Sammarinese (PDCS) und Partito Comunista Sammarinese (PCS) zusammen und regierte San Marino vom 26. Juli 1986 bis zum 6. Juli 1988.
Nach acht Jahren zerbrach die Linkskoalition aus PCS, Partito Socialista Unitario (PSU) und Partito Socialista Sammarinese (PSS), als am 11. Juli 1986 die kommunistischen Minister ihren Rücktritt erklärten. Nachdem auch die beiden anderen Koalitionspartner daraufhin ihre Minister aus dem Kabinett zurückzogen, wurden die Christdemokraten als stärkste Partei mit der Bildung einer neuen Regierung beauftragt. Am 24. Juli wurde die Einigung zwischen Christdemokraten und Kommunisten verkündet, die beide je fünf Minister stellten. Die Koalition wurde nach den Parlamentswahlen 1988 und 1992 fortgesetzt und endete erst 1993.

## Liste der Minister
Die san-marinesische Verfassung kennt keinen Regierungschef, im diplomatischen Protokoll nimmt der Außenminister die Rolle des Regierungschefs ein.
| Amt           | Minister                | Partei | Amtszeit                                        |
| ------------- | ----------------------- | ------ | ----------------------------------------------- |
| Auswärtiges   | Gabriele Gatti          | PDCS   | 26. Juli 1986 – 6. Juli 1988                    |
| Inneres       | Alvaro Selva            | PCS    | 26. Juli 1986 – 6. Juli 1988                    |
| Finanzen      | Clara Boscaglia         | PDCS   | 26. Juli 1986 – 6. Juli 1988                    |
| Industrie     | Giuseppe Amici          | PCS    | 26. Juli 1986 – 6. Juli 1988                    |
| Territorium   | Fernando Bindi          | PDCS   | 26. Juli 1986 – 6. Juli 1988                    |
| Gesundheit    | Renzo Ghiotti           | PDCS   | 26. Juli 1986 – 6. Juli 1988                    |
| Bildung       | Fausta Morganti         | PCS    | 26. Juli 1986 – 6. Juli 1988                    |
| Arbeit        | Piero Natalino Mularoni | PDCS   | 26. Juli 1986 – 6. Juli 1988                    |
| Kommunikation | Gastone Pasolini        | PCS    | 26. Juli 1986 – 6. Juli 1988                    |
| Tourismus     | Fausta Morganti         | PCS    | 26. Juli 1986 – 1. Oktober 1986 (kommissarisch) |
| Tourismus     | Ariosto Maiani          | PCS    | 1. Oktober 1986 – 6. Juli 1988                  |

### Bemerkungen
1. ↑  Segretario di Stato per gli Affari Esteri e Politici
2. ↑  Segretario di Stato per gli Affari Interni e la Protezione Civile
3. ↑  Segretario di Stato per le Finanze, il Bilancio e la Programmazione, l‘Informazione e i Rapporti con l’A.A.S.F.N.
4. ↑  Deputato per l’Industria e l’Artigianato
5. ↑  Deputato per il Territorio, l’Ambiente, l’Agricultura e i Rapporti con l’A.A.S.P.
6. ↑  Deputato per la Sanità e la Sicurezza Sociale
7. ↑  Deputato per la Pubblica Istruzione, la Cultura e la Giustizia
8. ↑  Deputato per il Lavoro e la Cooperazione
9. ↑  Deputato per le Comunicazioni, i Trasporti e i Rapporti con le Giunte di Castello e l’A.A.S.S.
10. ↑  Deputato per il Turismo, lo Sport e il Spettacolo

Fausta Morganti leitete kommissarisch das Tourismusministerium bis zum Ende der Amtszeit von Ariosto Maiani als Capitano Reggente